# رينيه بليفين
رينيه بليفين، ولد في 15 أبريل 1901 في مدينة رين وتوفي في 13 يناير 1993 في باريس (إيل دو فرانس)، كان سياسي فرنسي بارز.
كان شخصية مهمة في فرنسا الحرة خلال فترة الحرب، ومن ثم انتخب كنائب عن منطقة كوت دو نور (التي تُعرف اليوم باسم كوت دارمور) حتى عام 1973. شغل منصب رئيس الوزراء ووزيرًا في الجمهورية الرابعة، ثم تولى منصب وزير العدل في الجمهورية الخامسة، تحت رئاسة جورج بومبيدو.

## السيرة الذاتية
ولد بليفان في مدينة رين في بداية القرن العشرين. والده كان ضابطًا في الجيش البريطاني وكان مكلفًا بمرافقة الكابتن دريفوس أثناء إعادة محاكمته.
كان رينيه طالبًا جيدًا، وكان زميلًا لرافاييل مورو في مدرسة لافال الثانوية. بمجرد الحصول على شهادة البكالوريا، التحق بكلية الحقوق في جامعة رين. انضم إلى المدرسة الحرة للعلوم السياسية ودرس القانون عن بُعد، ثم في السوربون. حصل على شهادة في القانون وتخرج من علوم السياسة واحتل المرتبة الثالثة في قسمه (الشؤون المالية العامة). شارك في مؤتمر أوليفان، وكان رئيسه في عام 1920.
هناك التقى بجورج بيدو، الذي أصبح لاحقًا رئيس المجلس الوطني للمقاومة ورئيس الوزراء، وكذلك هنري دو مولان دو لابارتيت، المستقبلي مدير مكتب بيتان في فيشي.
في سن 18 عامًا (1919)، نشط في أوساط المؤيدين لجامعة الأمم المتحدة، مما جعله يقترب من أفكار أريستيد بريان. أدى خدمته العسكرية في عام 1921 بفحص الوثائق لإعداد كتاب لفيليب بيتان، مما سمح له بلقاء الكابتن ديغول، الذي كان مدرسًا في سان سير في تلك الفترة وكان ضمن محيط بيتان.
سمح بيتان لبليفان بمتابعة أطروحته في درجة الدكتوراه في القانون حول السياسة الاجتماعية لعمال الزراعة في لويد جورج. ذهب بليفان إلى بريطانيا لمدة خمسة أسابيع لإجراء أبحاثه.
بمجرد الحصول على درجة الدكتوراه في عام 1924، تزوج من آن بومبار، ابنة راؤول بومبار، القاضي الكبير والنائب المدافع عن دريفوس.
في عام 1925، انضم إلى خدمة جان مونيه في الفرع الفرنسي للبنك الأمريكي الوطني الذي يعمل في إعادة الإعمار المالي للدول البولندية ثم الرومانية. قام بليفين أيضًا بتقديم قروض لكل من ألمانيا وإيطاليا.
في عام 1928، لاحظته شركة هاتف شيكاغو. نقل إلى لندن (1934) حيث قاد العمليات في جميع أنحاء أوروبا (1939). منصبه الهام هذا منحه تيسيرًا ماليًا كبيرًا وسمح له بتكثيف الاتصالات في الولايات المتحدة (حيث كان يسافر إليها كثيرًا) وفي بولندا (حيث عمل على تطوير الشبكة الهاتفية). في هذا البلد، سهلت معرفته بالقطاع المصرفي تمويل تجهيزات الهواتف (وذلك بفضل فرع من البنك الأمريكي الوطني في ميلان). معرفته بأوروبا ومبادئه دفعته إلى اتخاذ موقف ضد اتفاق ميونخ وحتى تأييد التدخل في إسبانيا.

### المسار السياسي:
عند إعلان الحرب، دعاه مونيه ليكون بجانبه في اللجنة الفرنسية البريطانية للتنسيق، وهي هيئة مكلفة بإعداد قائمة بالطلبيات العسكرية. أُرسل بواسطة دالادييه والبريطانيين لشراء طائرات أمريكية. نجح في إجراء صفقات الشراء بعد لقاءه بروزفلت، على الرغم من السياق الانتخابي الأمريكي الذي كان مازال عزليًا إلى حد ما. وصلت الشحنة الثانية متأخرة للغاية. في مايو ويونيو 1940، ساعد بليفين مونيه في مشروعه لدمج فرنسا وبريطانيا في دولة واحدة مقاتلة. عمل بليفان مباشرة مع مونيه وتشرشل والجنرال ديغول، الذي كان يمثل حكومة رينود في لندن في 16 يونيو. ولكن بيتان استولى على السلطة في اليوم التالي.

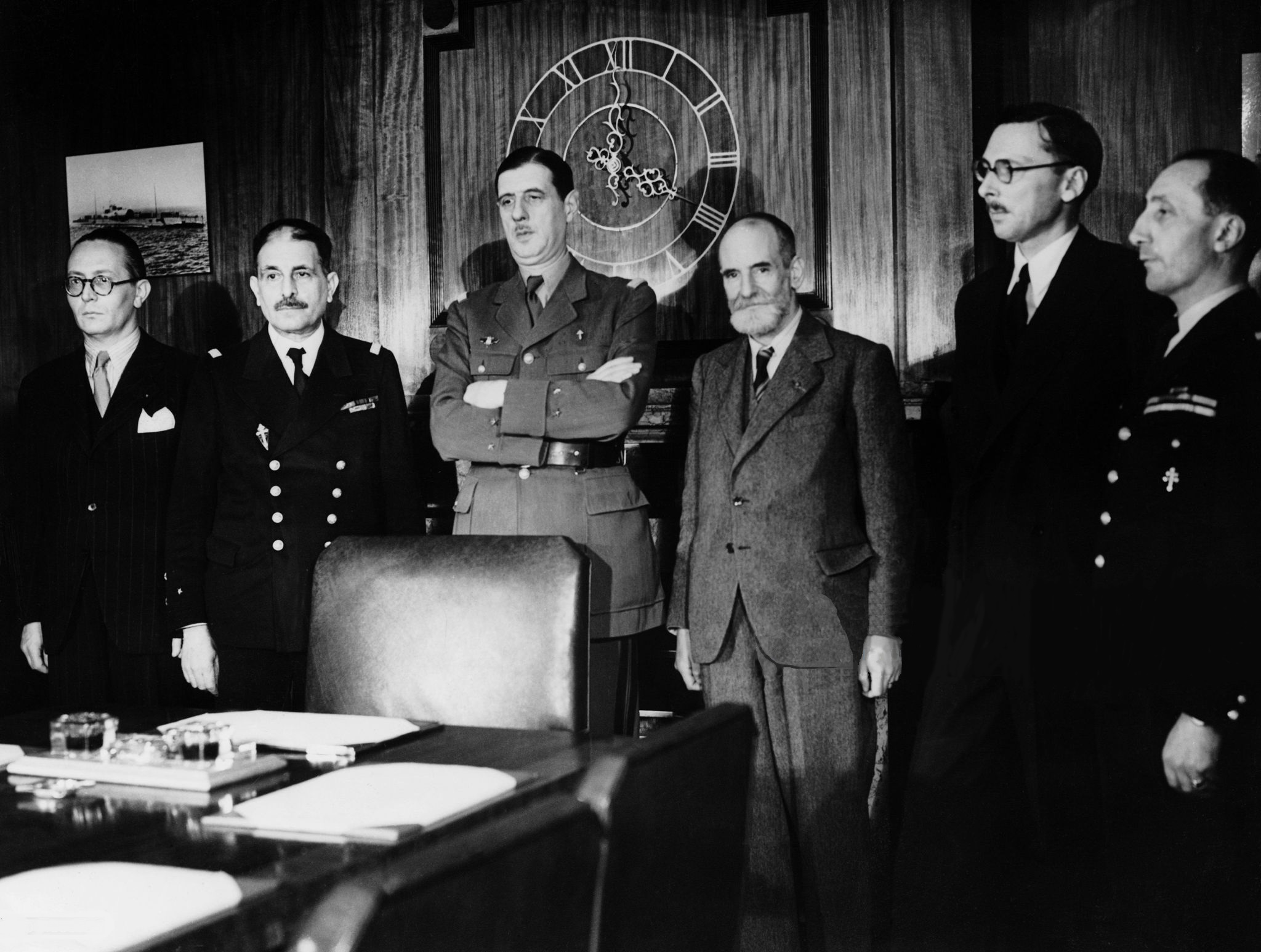
رينيه بليفين مع اللجنة الوطنية الفرنسية في لندن

بعد وصول ديغول إلى لندن، ذهب بليفين ومونيه إلى بوردو في 19 و 20 يونيو لمحاولة الحصول على موافقة من الحكومة الجديدة على سحب القوات المتاحة في الجزائر أو بريطانيا، وفكرا في إجلاء جزء من الكادر السياسي إلى لندن، ولكن هذا الجهد فشل أمام الحكومة الجديدة التي تخلت بالفعل عن أي فكرة للمقاومة. كان لديه لاحقًا فرصة للالتقاء بعائلته في بوردو وتمكن من أخذها معه.

أطلق الجنرال ديغول نداءً للمقاومة. غادر مونيه ومعظم موظفي الدبلوماسية إلى الولايات المتحدة. لكن بليفين تردد
شخصيًا، كنت أتساءل عما كان واجبي. لم أفكر أبدًا لحظة واحدة أنه يجب أن نتوقف عن القتال، ولكنني كنت أتساءل ما إذا كان بالفعل بناءً على التدريب الذي تلقيته وانني ابن ضابط، كنت مثل الكثير من الفرنسيين، تدربنا على الولاء للحكومة والمؤسسات، لا أدري إذا كنت حقًا يمكنني الانفصال عن كل هذا.
بعد أن استمع إلى ديغول في اجتماع، التقى بصيادي جزيرة سين الذين اتبعوا النداء، مما أقنعه بترك راحته من أجل فرنسا الحرة (انخرط في يوليو) حيث تم تكليفه سريعًا بمساعدة رينيه كاسان في المفاوضات مع وينستون تشرشل بشأن إنشاء فرنسا الحرة.
بما أن فيليكس إيبويه قد أظهر علامات إيجابية بشأن الانضمام المحتمل لإفريقيا الاستوائية الفرنسية إلى ديغول، قرر الجنرال إرسال ممثليه إلى هناك، حيث كان المحافظ فيشيست يواجه تحديًا في مقاومة جزء كبير من المستعمرة.
مع دي بوايسلامبرت ولوكليرك، العسكريين، تم إرساله بواسطة وثائق مزورة عبر لشبونة للانضمام إلى هذه المستعمرات. من لاغوس. هبط بليفين في تشاد، في فورت لامي، حيث دعا إيبويه جميع المستعمرة للانضمام. في الوقت نفسه، نجح لوكليرك في عملية سريعة بتحرير الكاميرون ومنها بدأ في السيطرة على الغابون.
بعد أن خضع لارمينات لبرازافيل، تمكن بليفين من الذهاب إلى أوبانغو تشاري من أجل حث آخر مستعمرة في إفريقيا الاستوائية الفرنسية للإنضمام معهم، والتي انضمت بالكامل إلى جانب لندن. أعاد ترتيب الشؤون المالية في إفريقيا الاستوائية الفرنسية من خلال طباعة النقود.
دعا ديغول إليه للعودة إلى لندن ليصبح مديرًا للشؤون الخارجية والاقتصادية (بداية عام 1941) وأخذ دورًا مهمًا خصوصًا أثناء غياب ديغول في عام 1941. "في بداية عام 1942، كان في المقدمة في التسلسل الهرمي للمفوضين الوطنيين مع مسؤولية تنسيق الإدارات الإدارية المدنية. منصيب بليفين تشمل بالتالي الإدارة والدبلوماسية والاقتصاد والمالية، كان أيضا مفوضًا للمستعمرات، شغل أيضًا في نفس عام 1944 منصب رئيس مؤتمر برازافيل.